# Arie Folger
Arie Folger (geboren 1974 in Antwerpen, Belgien) war von Juli 2016 bis Juni 2019 Oberrabbiner der Israelitischen Kultusgemeinde Wien. Zuvor war er Rabbiner von Basel, später von München. Heute amtiert er als Dajan (Rabbinatsrichter) am Rabbinatsgericht von Österreich.

## Leben
Arie Folger wurde 1974 in Belgien geboren. Sein Vater war ein Überlebender der Schoah, seine Mutter wurde in Marrakesch geboren.
Folger absolvierte ein Rabbinatsstudium unter anderem in Wilrijk, Belgien, Gateshead, England, Jerusalem und New York. An der Stern School of Business der New York University erwarb er den MBA.
Folger war von 2003 bis 2008 Rabbiner der Israelitischen Gemeinde Basel. Danach war er als Publications Director für den Amerikanischen Rabbinerverband tätig. Im September 2011 wurde er Gemeinderabbiner der Israelitischen Kultusgemeinde München und Oberbayern. Er war von 2013 bis 2015 Mitglied des Rabbinats der Jüdischen Gemeinde Frankfurt am Main und Leiter der dortigen Kaschrut-Abteilung. Gleichzeitig war er Gemeinderabbiner der Jüdischen Kultusgemeinde Karlsruhe.
Nach Beschluss des Vorstands der Israelitischen Kultusgemeinde Wien im Dezember 2015 wurde er ab 1. Juni 2016 Oberrabbiner in Wien und damit Nachfolger von Paul Chaim Eisenberg. Am 24. Juni 2019 wurde per Aussendung der IKG bekanntgegeben, dass Folgers Amtszeit als Oberrabbiner der IKG-Wien einvernehmlich beendet wurde. Im Februar 2020 wurde Jaron Engelmayer zu seinem Nachfolger ab August 2020 bestellt.
Seit Juli 2019 ist Folger Dajan (Rabbinatsrichter) am Rabbinatsgericht von Österreich.
Folger ist Mitglied der Orthodoxen Rabbinerkonferenz Deutschlands sowie ständiges Mitglied im Vorstand (Standing Committee) der Europäischen Rabbinerkonferenz (CER). Bis 2017 war er im Vorstand (Officer) des Amerikanischen Rabbinerverband (Rabbinical Council of America – RCA).
Am 31. August 2017 präsentierte er als Teil einer internationalen orthodoxen rabbinischen Delegation Papst Franziskus das Dokument Zwischen Jerusalem und Rom, das von Vertretern der Europäischen Rabbinerkonferenz (CER), des Amerikanischen Rabbinerverbandes (RCA) und des Oberrabbinates des Staates Israel unterschrieben wurde.
Arie Folger ist verheiratet und hat sieben Kinder.

## Werke
- Ein reissendes, lärmendes Wildwasser. Aufsätze über das Judentum und das jüdische Leben. Übers. und bearb. von Joachim Mugdan. Israelitische Gemeinde Basel (IGB), Basel 2008, DNB 1036120392.